# Palle Bo Madsen
Palle Bo Madsen (født 2. december 1951 i Skørringe på Lolland) er en dansk juridisk forsker. Han er professor i jura ved Aarhus Universitet, hvor han også har været prorektor. Han har især beskæftiget sig med aftaleret, formueret og konkurrenceret.

## Levnedsløb
Palle Bo Madsen blev født i Skørringe på Lolland i 1951 som søn af gårdejer Hans Aage Madsen og hans kone Gudrun. Han blev student fra Maribo Gymnasium i 1971, cand.jur. fra Københavns Universitet i 1975 og samme år udnævnt til universitetsadjunkt i Aarhus. Han fik en ph.d. fra Aarhus Universitet i 1980. Efter at have været adjunkt blev han ansat som stipendiat, lektor og docent, indtil han fra 1993 blev professor på Juridisk Institut, altsammen på Aarhus Universitet.
Han var dekan for Det Samfundsvidenskabelige Fakultet i perioden 1989-1990 og derefter prorektor for Aarhus Universitet frem til 2002.

### Andre hverv
Madsen har været medlem af Konkurrenceankenævnet samt formand for Teleklagenævnet og Ankenævn for Biler. Han har tillige været konstitueret som dommer i Vestre Landsret. Han har skrevet en lang række artikler og bøger, blandt andet indenfor aftaleret, formueret, markedsføringsret og konkurrenceret.